# لاو دیاز
لاو دیاز (اسپانیایی: Lav Diaz‎؛ زادهٔ ۳۰ دسامبر ۱۹۵۸) یک کارگردان، و تدوین‌گر اهل فیلیپین است.
وی طولانی‌ترین فیلم ۵۴۰ دقیقه‌ای «تکامل یک خانواده فلیپینی» را در کارنامه اش دارد.
لاو دیاز را پدر ایدئولوژیک سینمای مدرن فیلیپین نامیده‌اند. او یکی از خلاق‌ترین سینماگران امروز جهان است با فیلم‌هایی که حداقل زمان آن بین ۴ تا ۸ ساعت است. انقلابیون شکست‌خورده، فیلم‌سازان، هنرمندان، روشنفکران، مجرمان و تبهکاران و اعضای فرقه‌های مذهبی و سیاسی؛ شخصیت‌های فیلم‌های دیاز را تشکیل می‌دهند. او تصویرگر آدم‌هایی بیگانه شده و خاموش و جامعه‌ای پسااستعماری است که هنوز زخم‌های دوران استعمار را با خود حمل می‌کند.
وی همچنین برنده جوایزی همچون کمک‌هزینه گوگنهایم شده است.